# Pokolj u Čuklama
Pokolj u Čuklama bio je ratni zločin koji su počinile bošnjačko-muslimanske snage nad Hrvatima tijekom agresije na prostore Hrvata Srednje Bosne. 8. lipnja 1993. u hrvatskom selu Čuklama kod Travnika ubili su 9 civila i 12 zarobljenih pripadnika HVO.
Već mjesec prije prije napada mještani Hrvati nisu se smjeli slobodno kretati. Na prometnicama ka Travniku i Zenicu bile su barikade. Muslimani iz Gornjih Čukla, nisu htjeli niti razgovarati s Hrvatima. Svjedoci govore da su Muslimani okretali glave od Hrvata. Zbog nesigurnosti i straha za svoje živote, Hrvati iz Čukla su iseljavali mjesec-dva prije napada muslimanskih snaga. 
Postrojbe Armije RBiH i travničkog MUP-a su oko četiri sata ujutro 8. lipnja 1993. napale selo. Skupina od desetak vojnika HVO-a bezuspješno je branila selo. Tek oko sedam sati ljudi su mogli iz skloništa i bježali su ka šumi. Hrvati su bježeći naišli na susjede Muslimane te strance, u odorama Armije RBiH, namazani blatom i bojama. Vojnici su postrojili hrvatske civile za strijeljanje. Nakon predstave s lažnim strijeljanjem tjerani su kroz šumu. Vodili su ih po ispitivanjima. Agresori su ubili civile: Vinka Jankovića, Tomu Stojaka, Dragana Marijanovića, Ivo Lauš, Franjo Stojak, Berta Kozina, Mara Gazibarić, Ivo Galić i jedan neidentificirani stariji civil. Pokopani na raznim lokacijama po selu. Ubijeni zarobljeni hrvatski branitelji su Fabijan Lauš, Zlatko Marijanović, Drago Erić, Pero Kozina, Pero Kolenda, neindentificirani mlađi muškarac, Branko Mrkonja, Miroslav Kozina, Anto Stojak, Kazimir Kozina. Preostali Hrvati bili su zatočen u zaselku Gornjim Čuklama, u selima Brajkovići, Šušanj i Mehurići (gdje je bio mudžahedinski logor). U napadu su muslimanski agresori spalili 32 kuće, u jedanaest kuća su se uselili Muslimani-Bošnjaci, u preostale kuće i gospodarske objekte su provalili i opljačkali. 
Nakon pokolja u Čuklama, uslijedili su pokolji u Orašcu, Ovnaku (27 Hrvata), Brajkovićima, Podovima i Krpeljićima.

## Vanjske poveznice
- Moja Hrvatska Zvonimir Čilić: Sarafina Lauš: Sinove su mi ubili poznanici, naši susjedi muslimani s kojima nikada nismo imali problema, 5. prosinca 2017.
- Dnevno.hr POTRESNO: Pročitajte tužnu priču Serafine Lauš, travničke Hrvatice koja je u ratu izgubila muža i tri sina
- Dnevnik.ba  Arhivirana inačica izvorne stranice od 23. veljače 2018. (Wayback Machine) PRIČA O SARAFINI LAUŠ: Travnička Hrvatica u ratu izgubila trojicu sinova i muža 19. studenoga 2017.